# Samiu Vahafolau

a Compétitions nationales et continentales officielles uniquement.

b Matchs officiels uniquement.
Dernière mise à jour le 17 novembre 2018.
Samiu Kaufusi Vahafolau, né le 24 avril 1978 à Ovaka (province de Vavaʻu, sur les îles Tonga), est un joueur tongien de rugby à XV. Il joue en équipe des Tonga et évolue au poste de troisième ligne centre (1,92 m pour 111 kg).

## Carrière
Né et élevé aux Tonga, Samiu Vahafolau émigre avec sa famille en Nouvelle-Zélande en 1991. Son père est Finau Falusi Vahafolau, bon joueur de Vava'u Group dans les années 1960.
Il devient international néo-zélandais en moins de 19 ans et moins de 21 ans et évolue en Super 12 avec les équipes des Auckland Blues et des Otago Highlanders, ainsi qu'en NPC.
Il rejoint ensuite le Japon et les Sanyo Wild Knights, et acquiert la nationalité japonaise.
En 2007, il rejoint le Biarritz olympique puis, son contrat n'étant pas renouvelé, l'AS Béziers en 2011, où il termine sa carrière en 2014 avec une licence amateur.

### En club
- 1999 : Blues  Nouvelle-Zélande
- 2000-2001 : Highlanders  Nouvelle-Zélande
- 2002 : Blues  Nouvelle-Zélande
- 2003 : Highlanders  Nouvelle-Zélande
- 2003-2007 : Sanyo Wild Knights  Japon
- 2007-2011 : Biarritz olympique  France
- 2011- 2013 : AS Béziers  France

### En équipe nationale
Il a connu sa première sélection en équipe des Tonga le 2 juin 2007 contre l'équipe du Japon.
En mars 2009, il est sélectionné avec le XV du président, sélection de joueurs étrangers évoluant en France coachée par Vern Cotter, pour jouer un match amical contre les Barbarians français au Stade Ernest-Wallon à Toulouse. Le XV du président l'emporte 33 à 26.

## Palmarès

### En club
- Finaliste de la Heineken Cup : 2010

### En équipe nationale
- 14 sélections en équipe des Tonga
- 10 points, 2 essai
- Sélections par année : 3 en 2007, 2 en 2008, 1 en 2009, 8 en 2011

En Coupe du monde :
- 2011 : 4 sélections[8] (Nouvelle-Zélande, Canada, Japon, France)